# Marczinkó József
Marczinkó József atya (Sátoraljaújhely, 1878. december 24. – Toledo, Ohio, USA, 1935. július 28.) amerikai magyar katolikus pap.

## Élete az Egyesült Államok előtt
Édesapja Marczinkó József, édesanyja Nagy Júlia volt. Kassán szentelték pappá, 1903. február 5-én. 1910-ben érkezett az USA-ba, a RMS Carpathia gőzösön.

## Élete az Egyesült Államokban
1913 és 1915 között a Youngstown (Ohio) (Youngstown e. m.) Szent István-egyházközség plébánosa volt, 1915-ben vette át a Passaici Szent István római katolikus magyar templom irányítását, és az ő idejében vészelte át a hitközség magyarsága az első világháborút, melynek végén bizonyos visszavándorlás is történt, csökkentve a plébániához tartozó hívek számát. 1921-ben az ő szervezésében 23 autónyi ajándékcsomagot küldtek az óhazába, amiért megkapta a Vöröskereszt Érdemkeresztje kitüntetést. 1925 és 1927 között Magyar Szív címmel hetilapot jelentet meg. A gazdasági válság és egyéb körülmények az egyházközséget anyagilag szétzilálták, de a hitélet szépen virágzott – talán éppen ezért Marczinkó atyát a Szent István templom legjobb plébános-szónokának tartották. 1928-ban United States Patent 1681590 számon saját szabadalmat nyújt be, Bowling game board (Bowling játéktábla) néven, mely szabadalom a mai napig fennáll. 1932 és 1935 közötti tartózkodási helye ismeretlen, néhány forrás Toledo, OH-t említ. 1935. július 28-án hajnalban az Ohio állambeli Toledóban halt meg, a St. Vincents Hospitalban, agyembólia következtében. 31-én temették el a Calvary Cemetery-ben, Toledóban, Lucas megyében, Ohio államban, ahol passaici elődje Rev. Messerschmiedt Géza is nyugszik. Gyászmiséjét és temetési szertartását Karl Joseph Alter toledói püspök végezte.